# 湯姆·貝克特
汤姆·贝克特（英語：Tom Beckert）美国音频工程师。他曾2次提名奥斯卡最佳音响效果奖。

## 部分影视作品
- 深深深（英语：The Deep (1977 film)） (1977)[1]
- 东镇女巫（英语：The Witches of Eastwick (film)） (1987)[2]